# Tomoya Fukuda
Tomoya Fukuda (福田 友也 Fukuda Tomoya?, nacido el 10 de septiembre de 1992 en Saitama) es un futbolista japonés que se desempeña como defensa.

## Trayectoria

### Clubes
| Club              | País  | Año    |
| ----------------- | ----- | ------ |
| FC Machida Zelvia | Japón | 2016   |
| Grulla Morioka    | Japón | 2017 - |

## Estadística de carrera

### J. League
| Club              | Año   | J. League | J. League | Copa J. League | Copa J. League | Total | Total |
| Club              | Año   | Part.     | Goles     | Part.          | Goles          | Part. | Goles |
| ----------------- | ----- | --------- | --------- | -------------- | -------------- | ----- | ----- |
| FC Machida Zelvia | 2016  | 32        | 1         | -              | -              | 32    | 1     |
| Grulla Morioka    | 2017  | 24        | 0         | -              | -              | 24    | 0     |
| Total             | Total | 56        | 1         | 0              | 0              | 56    | 1     |